# Bopyrus squillarum
Bopyrus squillarum là một loài chân đều trong họ Bopyridae. Loài này được Latreille miêu tả khoa học năm 1802.

## Hình ảnh

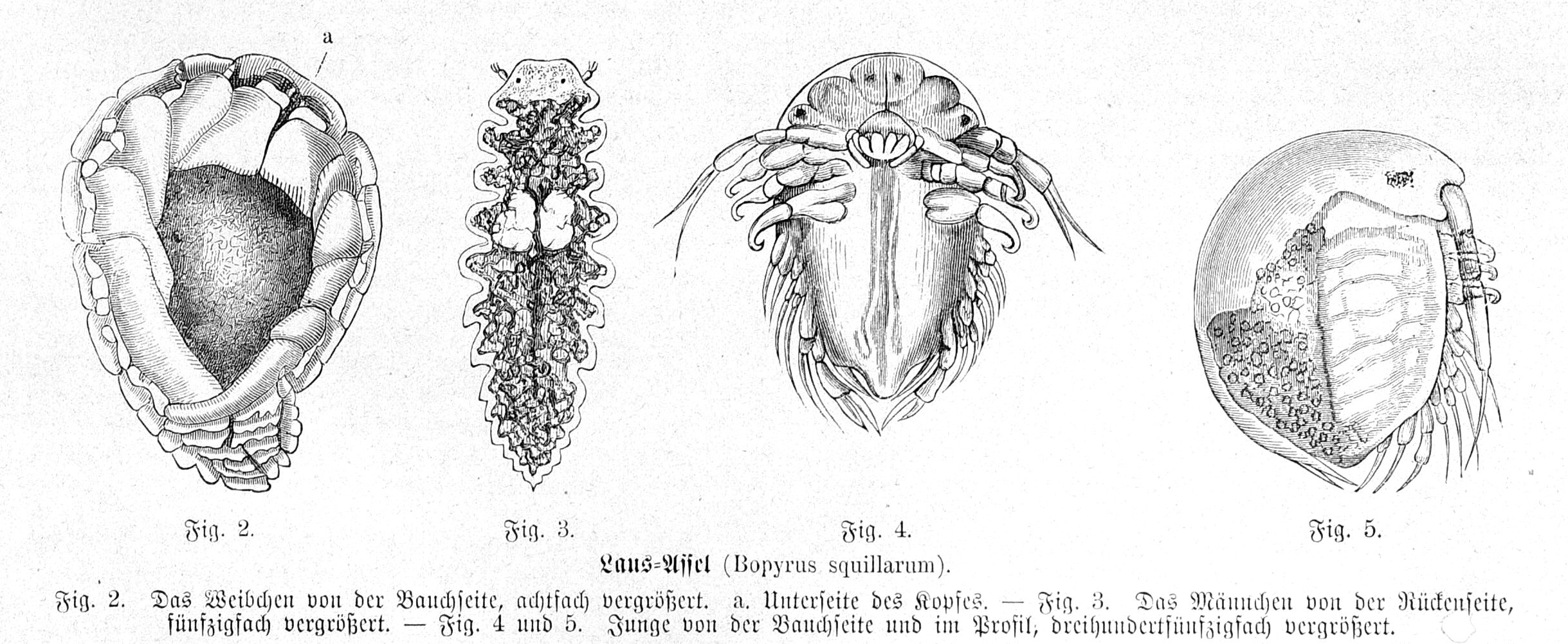